# Cadiz (Filipiny)
Cadiz – miasto w środkowych Filipinach, na północnym wybrzeżu wyspy Negros, nad morzem Visayan.
Liczba mieszkańców w 2005 roku wynosiła ok. 131 tys.
W mieście rozwinął się przemysł cukrowniczy oraz rybny.